# Friedhof an der Caspar-Baur-Straße
Der Friedhof an der Caspar-Baur-Straße ist ein kommunaler Friedhof im Norden der Innenstadt von Wesel am Niederrhein.

## Lage
Der Friedhof an der Caspar-Baur-Straße, auch kurz als Caspar-Baur-Friedhof bezeichnet, liegt an der namensgebenden Straße, welche nach dem von 1881 bis 1891 amtierenden Weseler Bürgermeister Caspar Baur benannt wurde. Diese Straße läuft im Westen am Friedhofsgelände vorbei, im Süden und Südosten wird er durch ein Waldgebiet des Weseler Glacis begrenzt. Dieses Waldgebiet war historisch das Glacis, welches die bis etwa 1890 bestehende Festung Wesel umgab. Im 19. Jahrhundert lag der Friedhof folglich außerhalb der Stadt, seitdem ist er Teil des nördlichsten Innenstadtviertels. Die nördlich des Friedhofs entlang laufende Trappstraße stellt die Abgrenzung zum ebenfalls städtisch geprägten Ortsteil Feldmark dar.

## Geschichte und Denkmäler

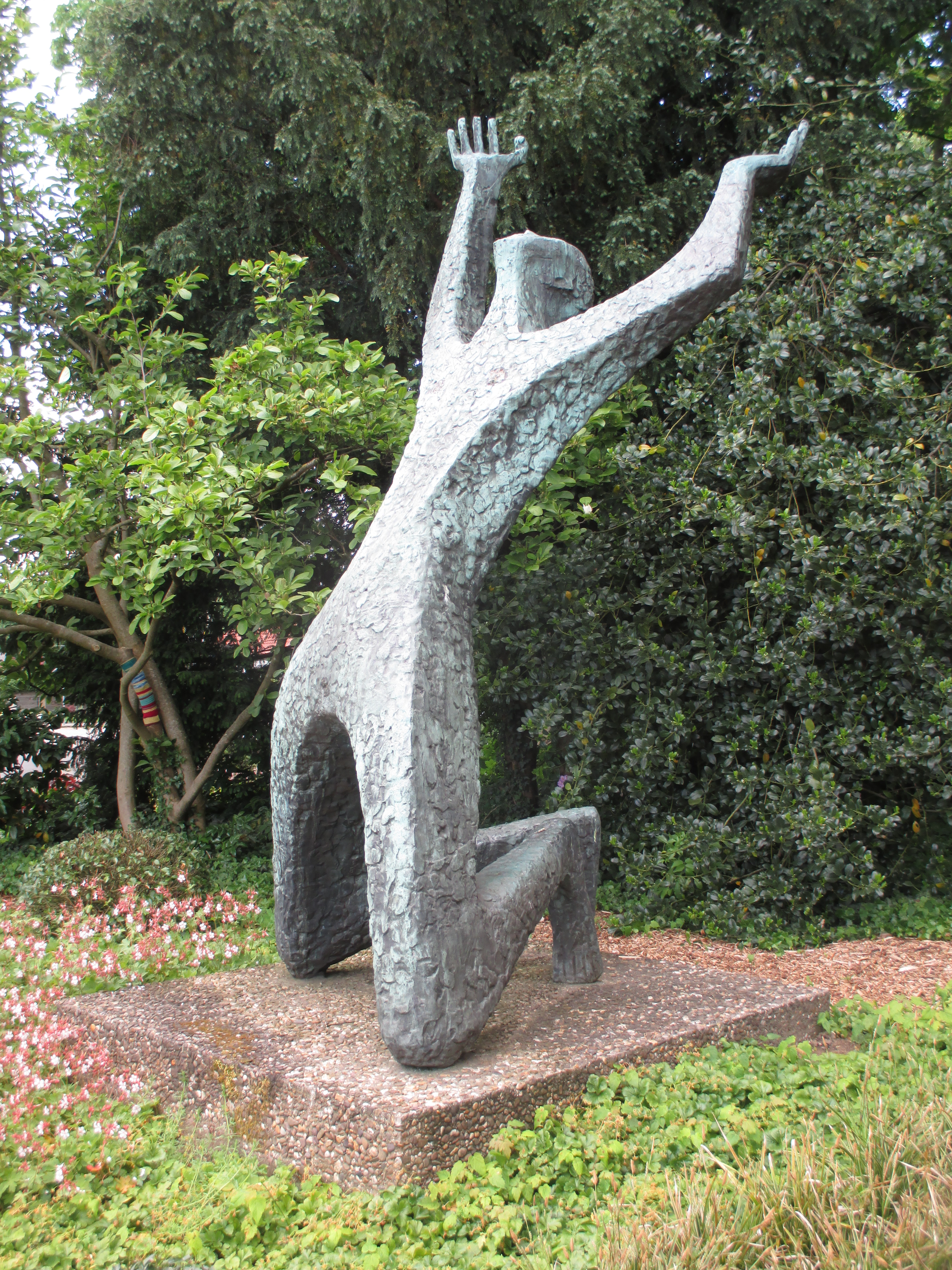
Mahnmal für die Opfer des Krieges und der Gewaltherrschaft, 1964, Bildhauer: Hans Breker (Hans van Breek)

Der Friedhof wurde 1805 angelegt und lag damals außerhalb des städtisch bebauten Gebiets. Von den unter napoleonischer Herrschaft aus dem Genter Priesterseminar nach Wesel gebrachten und dort gefangen gehaltenen Genter Seminaristen verstarben 43 Männer, von denen 35 auf dem Friedhof beigesetzt wurden. Während des Krieges von 1870/1871 in Wesel verstorbenen französischen Soldaten wird mit einem Denkmal ebenso gedacht wie sowjetischen Kriegsgefangenen, die während der Zeit des Nationalsozialismus in der Stadt ums Leben kamen. Es gibt einen Gedenkstein für alle Weseler Gefallenen der Kriege von 1866 bis 1945 und eine Gedenktafel für die im Ersten Weltkrieg gefallenen jüdischen Soldaten. Außerdem gibt es ein Denkmal für die Opfer des Bombenkrieges und an der südlich des Friedhofs gelegenen Lipperheystraße ein Mahnmal für die Opfer des Krieges und der Gewaltherrschaft von dem Düsseldorfer Bildhauer Hans Breker (1964). Die übrigen Denkmäler befinden sich in verschiedenen Bereichen des Friedhofs. Auf der Anlage befinden sich ein separater Soldatenfriedhof und ein Friedhof für bei Bombenangriffen getötete Menschen.
Am 28. Januar 1946 wurden die Geusenbecher als wichtige Objekte der Stadtgeschichte auf dem Friedhof geborgen. Die Stadt Wesel hatte sie im 16. Jahrhundert als Geschenk von Glaubensflüchtlingen aus Flandern und der Wallonie erhalten. Die Becher galten damit als Symbol für Vesalia hospitalis, das gastfreundliche Wesel. Sie waren im September 1944 vergraben worden, um die letzte Phase des Krieges unbeschadet zu überstehen. Nach ihrer Bergung waren sie zunächst bis 1950 im Tresor der Sparkasse Duisburg untergebracht. Heute sind sie im Städtischen Museum im Gebäude der Stadtbücherei Wesel am Rand des Kornmarkts ausgestellt.
Historisch war die Friedhofsfläche zwischen der evangelischen und der katholischen Kirchengemeinde aufgeteilt. 2004 (evangelische Gemeinde) bzw. 2012 (katholische Gemeinde) übertrugen die Kirchen ihre Anteile an die Stadt Wesel, womit ein rein kommunaler Friedhof entstand. 2014 wurde der Bau einer deutlich vergrößerten Aussegnungshalle auf dem Friedhof beschlossen.

## Persönlichkeiten
- Heinrich Adolph Buschbeck (1778–1833), preußischer Ingenieuroffizier
- Moritz Schneemann (1836–1930), langjähriger Stadtverordneter und Ehrenbürger Wesels
- Joseph Fluthgraf (1850–1926), erster Oberbürgermeister Wesels
- Theodor Schneemann (1873–1958), Politiker (CDU), Mitglied des Landtags und Landrat
- Otto Boelitz (1876–1951), Politiker, preußischer Kultusminister
- Eva Brinkman (1896–1977), Künstlerin
- August Oppenberg (1896–1971), Künstler
- Franz Etzel (1902–1970), Politiker (CDU), Bundesminister der Finanzen
- Hans Tienes (1906–2004), Unternehmer und Kulturförderer
- Kurt Kräcker (1916–1966), Bürgermeister Wesels
- Wilhelm Schneider  (1926–2007), Bürgermeister und Ehrenbürger Wesels[3]
- Wolfgang Günter Deurer (1934–2023), Architekt und Denkmalpfleger (auch Dombaumeister von Wesel)